# Sarduri Sarduriḫi
Sarduri Sarduriḫi (Sarduri, Sohn des Sarduri, mdSar5-du-ri) war ein urarṭäischer König. Er wird manchmal als Sarduri IV. geführt (Diakonov), die Reihenfolge der Könige nach Argišti II. ist jedoch nicht gesichert. Von Sarduri Sarduriḫi liegen keine Bauinschriften vor, sein Name wird aber auf einer schlecht erhaltenen Tontafel aus Bastam erwähnt. Tontafeln mit urartäischen Inschriften sind erst seit der Regierungszeit von Rusa Erimenaḫi, konventionell als Rusa III. geführt, belegt.